# Пуховичи (станция)
Пу́ховичи (бел. Пухавічы) — пассажирская и грузовая железнодорожная станция, расположенная в городе Марьина Горка Минской области Беларуси.
Расположена в 62 километрах от Минского железнодорожного вокзала на железнодорожной ветке юго-восточного направления (от Минска). Данная ветка — главный ход к городу Осиповичи и далее до Гомеля и границы с Украиной.
Участок Минск—Жлобин электрифицирован (обеспечивается пригородное сообщение электропоездами Минск — Руденск, Минск — Пуховичи, Минск — Талька, Минск — Осиповичи, Минск — Бобруйск, Минск — Жлобин). Примерное время в пути со всеми остановками электропоезда Пуховичи — Минск-Пассажирский — 1 ч. 16 мин.
Станция обслуживает дальние, местные и пригородные пассажирское перевозки. Открыта для выполнения грузовых перевозок.

## История
Станция введена в эксплуатацию в 1873 году при вводе участка Ново-Вилейск — Минск — Гомель Ландварово-Роменской железной дороги (с 1876 — Либаво-Роменская железная дорога).
С 1919 года в составе Западных железных дорог, с 1936 года в составе Белорусской железной дороги.
Электрифицирована в 1970 году.

## Дальнее следование по станции
Ежесуточно через неё проходит около 10 пар грузовых и более 30 пар поездов региональных, межрегиональных и международных линий, из них порядка 25 пар – с остановкой. За 10 первых месяцев 2016 года со станций отправили разным адресатам 3454 вагона (159 754 тонны) различных материалов и продукции.
| № поезда    | Маршрут движения                     | № поезда    | Маршрут движения                     |
| ----------- | ------------------------------------ | ----------- | ------------------------------------ |
| 093         | Одесса — Минск                       | 094         | Минск — Одесса                       |
| 099/697     | Запорожье/Гомель — Минск             | 100/698     | Минск — Запорожье/Гомель             |
| 149/301/389 | Минеральные Воды/Адлер/Анапа — Минск | 150/302/390 | Минск — Минеральные Воды/Адлер/Анапа |
| 383         | Харьков - Барановичи                 | 384 632     | Барановичи — Харьков Гродно - Гомель |
| 615         | Гомель — Минск                       | 616         | Минск — Гомель                       |
| 621         | Гомель — Минск                       | 622         | Минск — Гомель                       |
| 639         | Калинковичи — Барановичи             | 640         | Барановичи — Калинковичи             |
| 647         | Гомель — Минск                       | 669         | Гомель — Минск                       |
| 649         | Могилёв — Брест                      | 650         | Брест — Могилёв                      |
| 743         | Бобруйск - Минск                     | 671         | Минск — Гомель                       |
| 745         | Бобруйск - Минск                     | 746         | Минск - Бобруйск                     |
| 741         | Жлобин - Минск                       | 742         | Минск - Жлобин                       |

Звёздочкой отмечены поезда, курсирующие только в летний период.